# Max Cahner
Max Emanuel Cahner García (Bad Godesberg, 3 de diciembre de 1936-Barcelona, 14 de octubre de 2013) fue un editor, político e historiador de la literatura español. 

## Biografía
Sus padres, Max Emanuel Cahner Bruguera y María del Sagrario García Fuertes, contrajeron matrimonio en Barcelona el 20 de junio de 1929 y emigraron a Alemania antes de su nacimiento a causa de la guerra civil española. Debido a la persecución que sufrían las personas de origen judío bajo el régimen de Hitler, la familia volvió a España en 1937. Después de vivir una temporada en Galicia, volvieron todos a Barcelona.
En 1952 se matriculó en las facultades de Química y de Derecho de la Universidad de Barcelona, donde conoció a Albert Manent. Obtuvo la Licenciatura en Ciencias Químicas y el Doctorado en Filosofía y Letras por la Universidad de Barcelona y participó en el movimiento estudiantil antifranquista como miembro de la Assemblea Lliure del Paranimf (1957). En 1964 fue expulsado de España por su actividad nacionalista. Fue profesor de literatura catalana en la Universidad de Barcelona desde 1975 hasta que se jubiló, en 2006.
Junto a Ramon Bastardes impulsó la nueva época de la revista Serra d'Or (1959) y en 1962 creó Edicions 62 que dirigió hasta 1969. En 1972 fundó Curial, Edicions catalanes. Fue uno de los principales promotores de la Gran Enciclopedia Catalana así como de la campaña el català al carrer. En 1985 fue nombrado presidente de la Universidad Catalana de Verano que se celebra en la localidad francesa de Prades y director de la nueva etapa de la Revista de Catalunya.
Fue uno de los fundadores de Convergència Democràtica de Catalunya (CDC) en 1976. Entre 1980 y 1984 ejerció el cargo de Conseller de Cultura y Medios de Comunicación de la Generalidad de Cataluña. Fue comisario del proyecto del Teatro Nacional de Cataluña, cargo que ocupó hasta que en 1992 dimitió por divergencias con Josep Maria Flotats. En 1994 abandonó CDC, fundando su propio partido, Acción Catalana, que acabó aliándose con Esquerra Republicana de Catalunya. En 1996 le fue otorgada la Creu de Sant Jordi.

## Obras
- Epistolari del Renaixement (1977-78).
- Diccionari Etimològic i Complementari de la Llengua Catalana de Joan Coromines (como colaborador).
- Gran Geografía Comarcal de Catalunya (1981-1985), director.
- Literatura de la Revolució i la Contrarevolució (1789-1849) (1998-2003).